# Holotrichia weyersi
Holotrichia weyersi är en skalbaggsart som beskrevs av Brenske 1900. Holotrichia weyersi ingår i släktet Holotrichia och familjen Melolonthidae. Inga underarter finns listade i Catalogue of Life.